# Nu metal
Nu metal is een muziekstroming verwant aan het genre metal. Nu metal is ontstaan in de jaren negentig van de twintigste eeuw. De term "nu" is afgeleid van het Engelse new, dat nieuw betekent.
Nu metal combineert de zware zang en het zware gitaarwerk van de metal en punk met hiphopinvloeden zoals rap en het gebruik van samples. In tegenstelling tot de klassieke metalbezetting hebben nu-metalbands soms dan ook een zanger die tevens rapt, waarmee de Deftones begonnen zijn, of een zanger én een rapper, en soms tevens een dj, zoals bij Linkin Park. Daarnaast is de gitaar meestal minder een solo-instrument dan in oudere metalbands. In deze stijl werden de 7-snarige gitaar en de baritongitaar populair. Deze elektrische gitaren hebben een groter bereik in het laag dan conventionele elektrische gitaren. Ook is het genre enigszins gerelateerd aan de industrial van bijvoorbeeld Rammstein.
Deze elementen hebben nu metal een populair en hitparadegevoelig genre gemaakt, maar vanuit de hardcore-, hiphop- en metalscene wordt nu metal veelal afgekeurd vanwege het gebruik van elementen uit deze muziekstijlen die vervolgens verwaterd zijn met invloeden uit de funk, industrial en indierock, waarmee het zich verwijdert van de 'roots' van het heavy-metalgenre.
Hoewel het genre zich pas onderscheidde toen bands zoals Deftones, KoЯn, Limp Bizkit, Disturbed en Linkin Park de kop opstaken zijn er invloeden hoorbaar van de muziek van bijvoorbeeld Rage Against the Machine en Faith No More. Evanescence combineerde de stijl dan weer, met elementen uit doommetal en symfonische metal. Een meer extreme vorm van nu metal is nu-metalcore, waarvan Slipknot een goed voorbeeld is.